# Front Range
Die Front Range [ˈfɹʌnt ˌreɪndʒ] (dt. „Vordere Bergkette“) ist eine in Nord-Süd-Richtung verlaufende Bergkette im US-Bundesstaat Colorado. 
Die Front Range bildet den östlichen Vorgebirgszug der Rocky Mountains und wird im Süden durch den Arkansas River von der Sangre de Cristo Range getrennt. Die nördliche Grenze ist weniger eindeutig auszumachen und wird in etwa 20 km vor der Staatsgrenze zu Wyoming definiert, wo die Front Range bogenförmig in Richtung Nordwesten in die Medicine Bow Mountains und nach Nordosten in die Laramie Mountains übergeht. Westlich der Rocky Mountains schließt überwiegend das Colorado-Plateau an, während im Osten der „Rockies“ die steilen Abhänge liegen, die den kontinuierlichen Übergang der Rocky Mountains zu den Great Plains bilden. Innerhalb der Front Range liegen zudem einige kleinere Gebirgsketten wie die Mummy Range als nördliche Front Range am Übergang zu den Laramie Mountains und die im Süden liegenden Gebirgszüge von Kenosha und Tarryall.
In der Front Range liegen viele der bekanntesten US-amerikanischen Naturschutzgebiete, darunter der Rocky-Mountain-Nationalpark, die Nationalforste Roosevelt, Arapaho und Pike sowie das Mount-Evans-Wildschutzgebiet. Am Fuße der Bergkette liegt der häufig ebenfalls kurz als Front Range bezeichnete Front Range Urban Corridor, in dem sich zwischen Pueblo im Süden, über Colorado Springs, Denver und Fort Collins im Norden an der Grenze zu Wyoming nahezu die gesamte Bevölkerung des Staats Colorado angesiedelt hat. Die Siedlungskette reicht noch über die Grenze bis nach Cheyenne.

## Die höchsten Erhebungen in der Front Range
- Grays Peak (4350 m)
- Torreys Peak (4349 m)
- Mount Blue Sky (4348 m)
- Longs Peak (4345 m)
- Pikes Peak (4301 m)
- Mount Bierstadt (4285 m)